# Katja Woywood
Katja Woywood, née Kathinka Wozichewski   le 10 mai 1971 à Berlin-Ouest en Allemagne de l'Ouest, est une actrice allemande.

## Biographie
De 2009 à 2019, elle a acquis de la notoriété pour son rôle de la nouvelle chef de la brigade autoroutière dans la série allemande Alerte Cobra en remplacement de Charlotte Schwab.
Son personnage meurt dans le dernier épisode de la saison 46.
Elle est mariée avec l'acteur Marco Girnth. Ils ont un enfant, Niklas Girnth.

## Filmographie
Cinéma
- 2000 : Contamination (Contaminated Man) de Anthony Hickox - Karin Schiffer
- 2003 : Utta Danella : « Der Sommer des glücklinchen Narren »

Télévision
- 1989 : La Clinique de la Forêt Noire - 1 épisode
- 1991 : Tatort – Tod eines Mädchens
- 1992 : L'Ami des bêtes - 1 épisode
- 1994 - 1998 : Der Landarzt - 26 épisodes

- 1996 : Contre vents et marées - 12 épisodes -  Julie
- 1997 :  Inspecteur Derrick - Enfance volée (Fundsache Anja) [2]
- 1997 : Inspecteur Derrick - La mort d’un ennemi (Der Mord, Der ein Irrtum war) [3]
- 1997 : Soko brigade des stups - 1 épisode
- 1997 - 2005: Le Renard - 8 épisodes
- 1998 : HeliCops – Einsatz über Berlin - 1épisode
- 1999 - 2008 : Siska - 8 épisodes
- 2002 - 2006 : Brigade du crime - 2 épisodes
- 2004 : La Clinique de la Forêt Noire - 1 épisode
- 2006 : Un cas pour deux (série télévisée, saison 27, épisode 3) - Question de confiance[4]
- 2009 : Commissaire LaBréa - 1 épisode
- 2009 : In aller Freundschaft - 1 épisode
- 2009-2019 : Alerte Cobra - la commissaire Kim Krüger, chef de la brigade.